# Shapur di Ray
Shapur di Ray (in lingua pahlavi Šāhpuhr-i Rāg; V secolo) è stato un militare persiano.

## Biografia
Appartenente alla casa di Mihran, fu per un breve periodo governatore (marzban) dell'Armenia persiana dal 483 al 484.